# Berndt August Lindgren

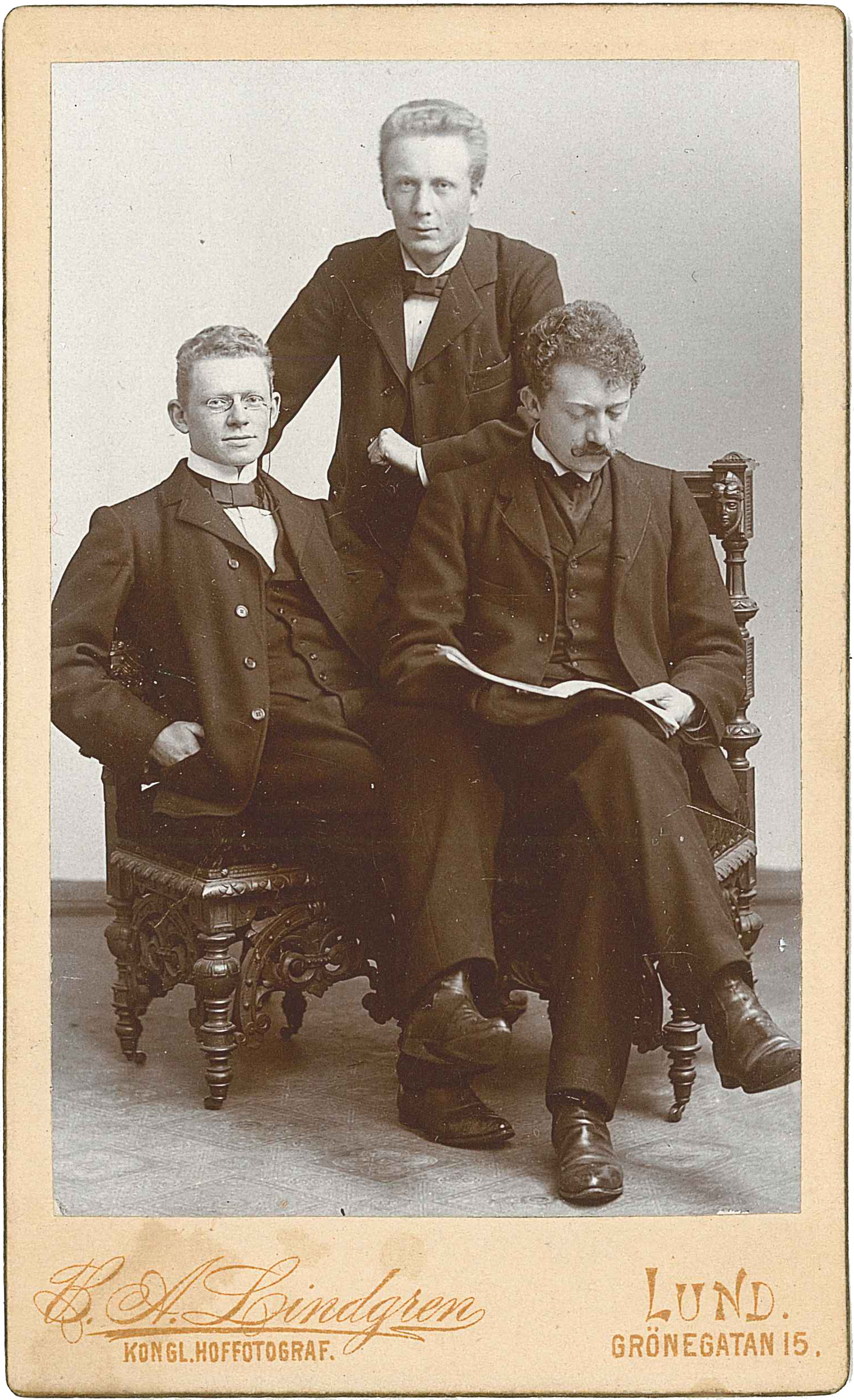
Gruppfotografi från B.A. Lindgrens ateljé 1895 visande tre studentkamrater: Mortimer Munck af Rosenschöld (stående) tillsammans med Carl Thulin and Otto Jonasson.

Berndt August Lindgren (namnet ofta skrivet B.A. Lindgren), född 14 januari 1852 i Lunds stadsförsamling, död där 18 januari 1904, var en svensk fotograf verksam i Lund.
Lindgren började redan som tolvåring arbeta för en av Lunds tidigaste fotografer, Georg Gleerup. Denne erhöll 1868 uppdrag att dokumentera Lunds domkyrka inför Helgo Zettervalls ombyggnader, men ohälsa hindrade Gleerup från att själv sköta arbetet vilket i stället utfördes av hans hustru och den då sextonårige Lindgren. Efter Gleerups död 1874 tog Lindgren över dennes firma och ateljé i hörnet Grönegatan/Kattesund, först under namnet "f.d Gleerups atelier, B.A. Lindgren" och senare helt under eget namn.  
Lindgrens firma var i många år framgångsrik, utnämndes till kunglig hovfotograf och har efterlämnat en rik skörd av bilder, dels porträtt, dels stadsbilder från Lund. Tekniskt arbetade Lindgren främst med kollodiumplåtar. Mot slutet av sitt liv fick han vidkännas ökande konkurrens från yngre fotografkollegor och breddade då sin verksamhet till att även omfatta en pappershandel, vilken efter hans död drevs vidare av hans döttrar. 
1962 beslöt byggnadsnämnden i Lund att för 3000 kronor inköpa 300 av Lindgrens efterlämnade glasplåtar med lundamotiv. Denna samling överläts på 1980-talet till Kulturen.

## Lundabilder av B.A. Lindgren

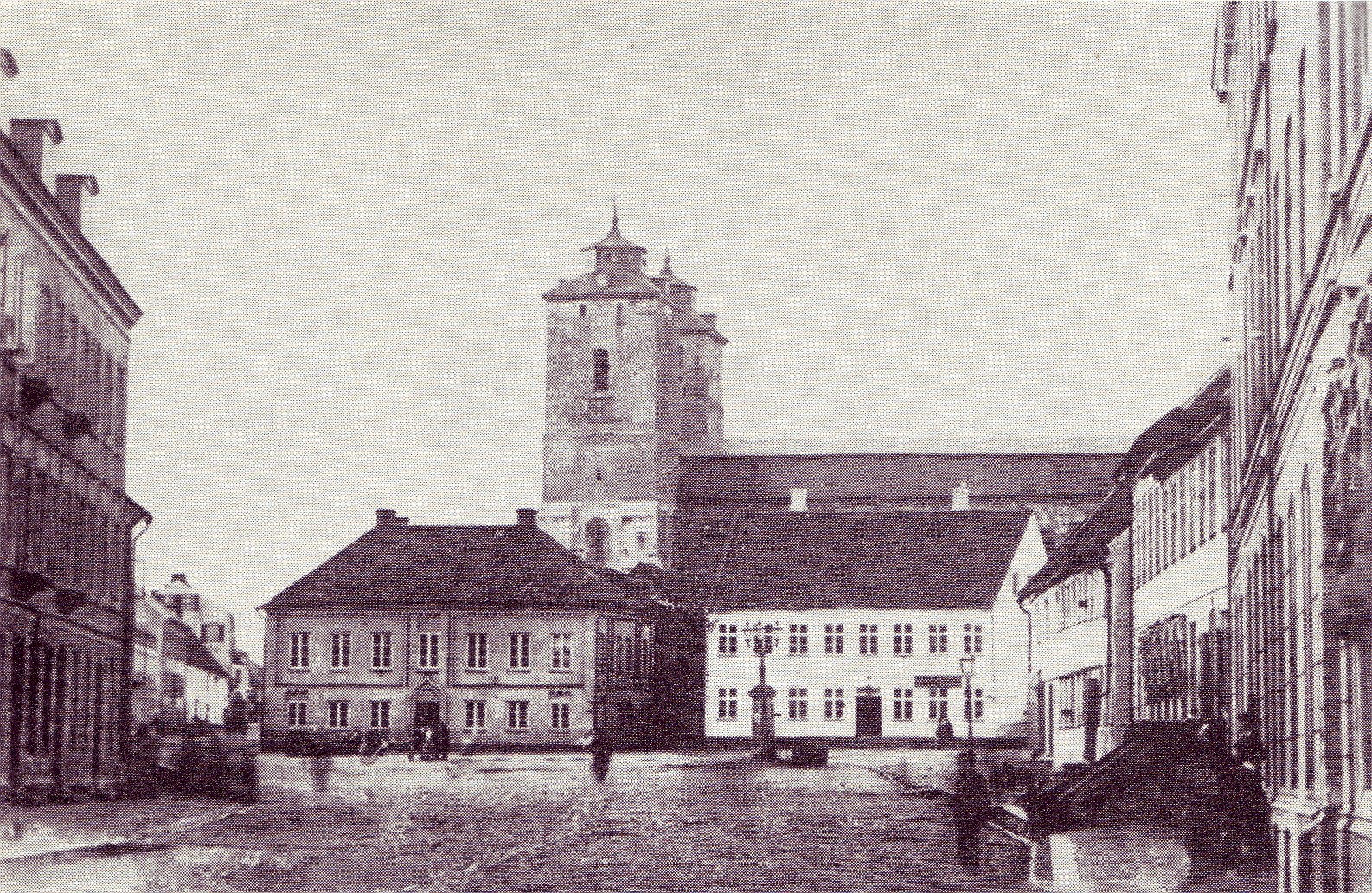
Stortorget med Lunds gamla rådhus samt domkyrkan i fonden på 1860-talet (före domkyrkotornens ombyggnad).
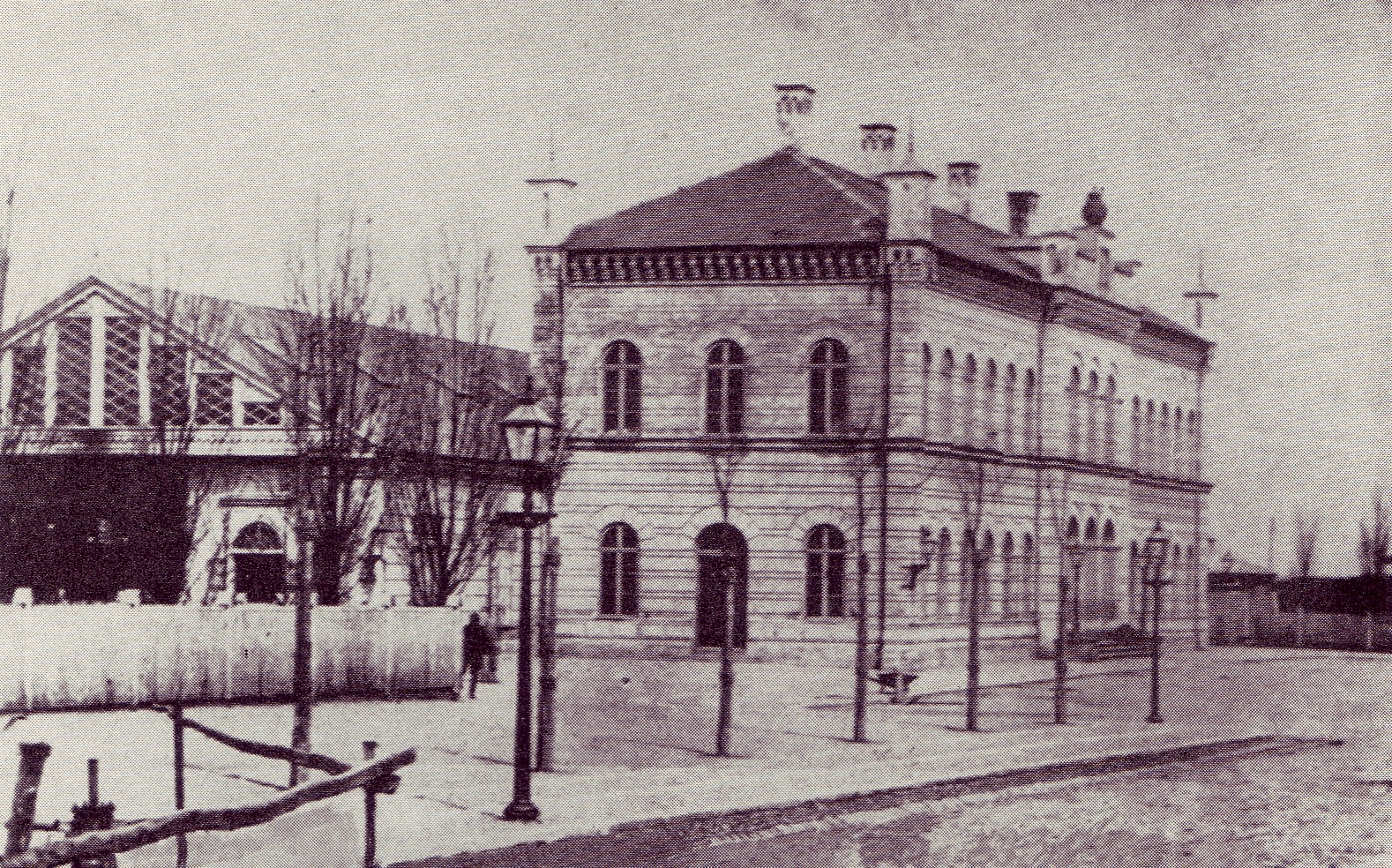
Lunds centralstation på 1860-talet.
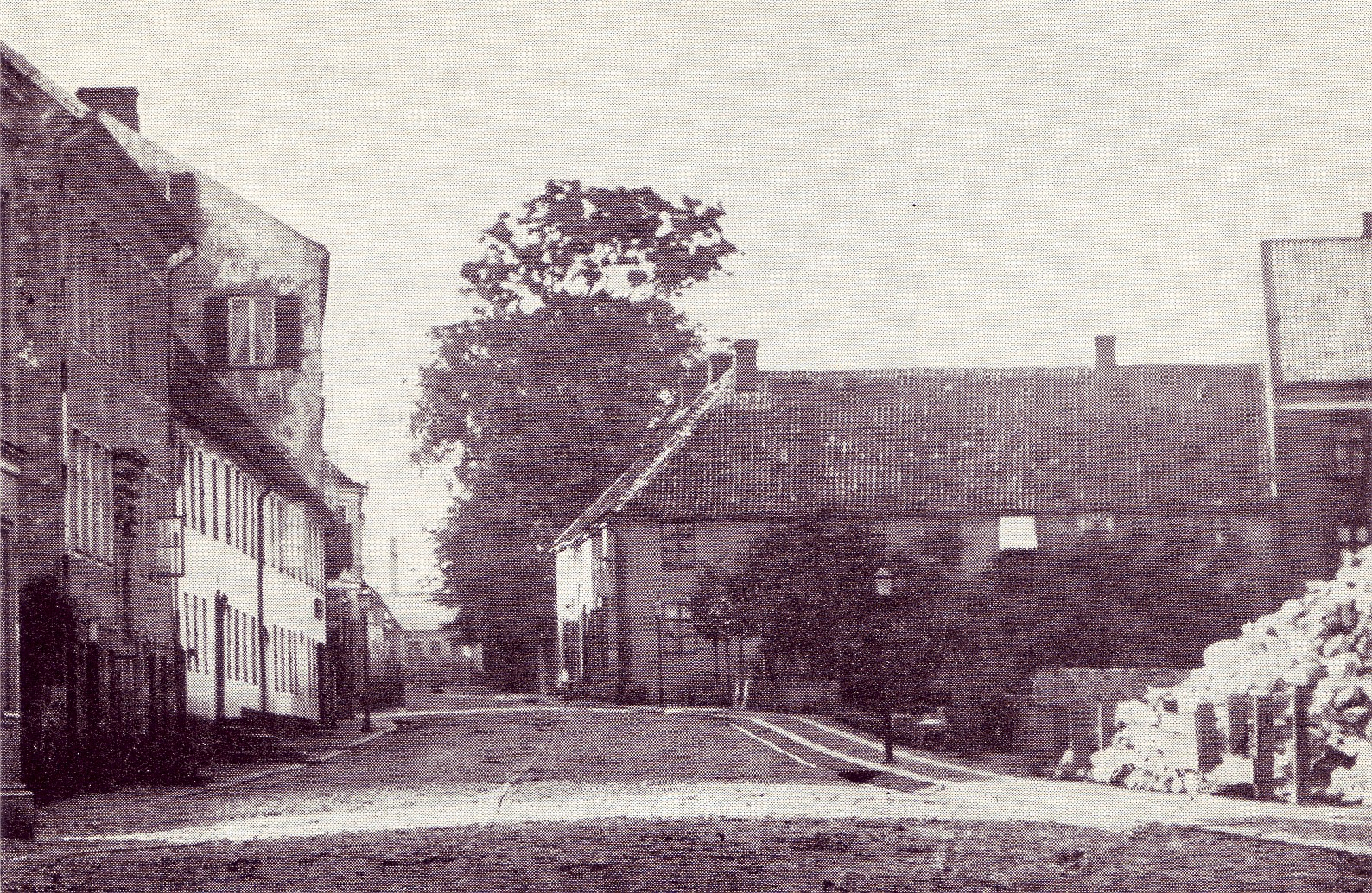
Kyrkogatan på 1870-talet med det så kallade Härbärget (samlingsplats för Esaias Tegnér med flera under tidigt 1800-tal) till höger.
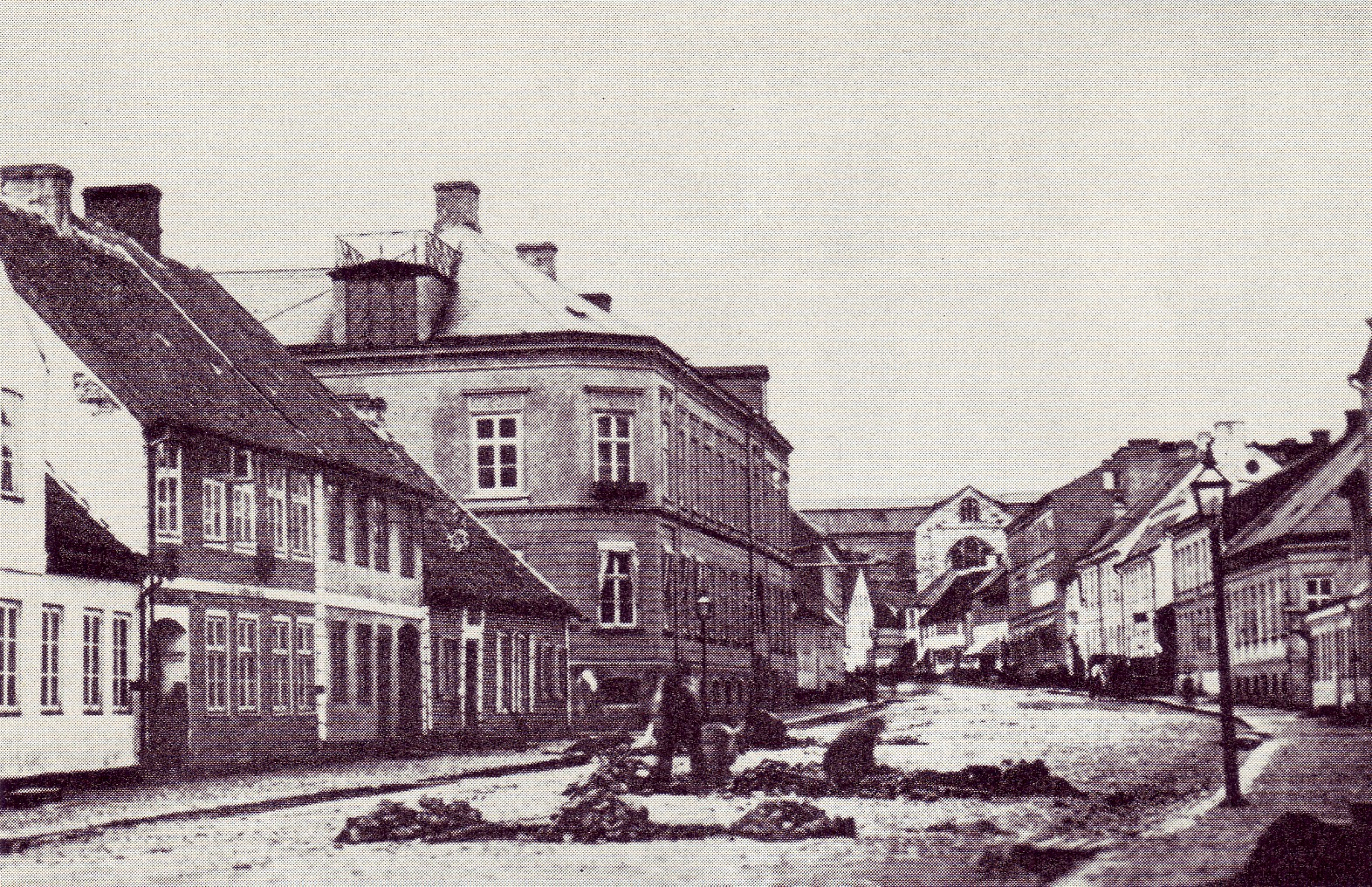
Stora Södergatan på 1880-talet.